# SuriPop XIV
SuriPop XIV was een muziekfestival in Suriname in 2006.
In de voorselectie koos de jury twaalf liederen. De finale werd op 11 augustus 2006 gehouden in Paramaribo. Bernice Hubard won dit jaar de Jules Chin A Foeng-trofee met zijn lied Na yu sey. Het werd gezongen door Meryll Malone met het koor Hope and Togetherness en gearrangeerd door Marcel Balsemhof.

## Uitslag
De uitslag was als volgt:
1. Na yu sey van Bernice Hubard, gezongen door Meryll Malone en het koor Hope Togetherness
2. Yu na mi dren van Harold Simson, gezongen door Artino Oldenstam en Ngina Davis met rap van MC Laco
3. Still mine van Jeffrey Quartier, gezongen door Bryan Muntslag

I (1982) · II (1983) · III (1984) · IV (1986) · V (1988) · VI (1990) · VII (1992) · VIII (1994) · IX (1996) · X (1998) · XI (2000) · XII (2002) · XIII (2004) · XIV (2006) · XV (2008) · XVI (2010) · XVII (2012) · XVIII (2014) · XIX (2016) · XX (2018) · XXI (2022) · Kerstsongeditie (2023) · XXII (2024)